# Элпидий (Каралис)
Епи́скоп Элпи́дий (греч. Επίσκοπος Ελπίδιος Καραλής; род. 1971, Перт) — архиерей Константинопольской православной церкви, епископ Кианейский (с 2020), викарий Австралийской архиепископии.

## Биография
Родился в 1971 году в Перте, в Западной Австралии.
Окончил католический колледж Святого Марка в Перте. Окончил Университет Эдиты Коуэн в Перте, где получил степень бакалавра делового администрирования (Bachelor of Business). Позднее окончил Православный богословский колледж святого Андрея, получив степень магистра богословия. Прошёл курсы интенсивного изучения греческого языка в университете Чарлза Дарвина в Дарвине.
В 2008 году был хиротонисан в священный сан и служил в церкви святых Константина и Елены в Перте. В 2011 году был возведён в достоинство архимандрита.
С 2016 года преподавал православное богословие в колледже Святого Андрея в Перте.
В июле 2019 года архиепископом Австралийским Макарием был назначен эпитропом в Перте.
28 ноября 2019 года Священным синодом Константинопольской православной церкви был избран для рукоположения в сан епископа Кианейского, викария Австралийской архиепископии.
18 января 2020 года в Благовещенском соборе в Сиднее состоялась его епископская хиротония, которую совершили: архиепископ Австралийский Макарий (Гриниезакис), митрополит Севастийский Серафим (Гинис), епископ Дервский Иезекииль (Кефалас), епископ Милитопольский Иаков (Цигунис), епископ Мелойский Емилиан (Кутузис).